# モハメド・サール
モハメド・サール（Mohamed Sarr、1983年12月23日 - ）は、セネガルの首都ダカール出身の同国代表サッカー選手。現在は無所属。ポジションはディフェンダー。

## 代表歴
セネガル代表
- アフリカネイションズカップ2008に出場。

## タイトル
スタンダール・リエージュ
- ジュピラー・プロ・リーグ : 2回 (2007-08, 2008-09)
- ベルギー・スーパーカップ : 2回 (2008, 2009)

## 所属クラブ
- トレヴィーゾFC 2000-2001
- ACミラン 2001-2005

→  ガラタサライSK 2002-2003 (loan)
→  アンコーナ・カルチョ 2003 (loan)
→  アタランタBC 2003-2004 (loan)
→  FCヴィットーリア 2004-2005 (loan)
- スタンダール・リエージュ 2005-2010
- エルクレスCF 2010-2011
- KRCヘンク 2011-2012
- OFIクレタ 2012-2014